# Eupraxia (mitología)
En la mitología griega, Eupraxia (en griego antiguo: Eὐπραξία) era el espíritu y la personificación de la buena reputación y buena conducta.
Esquilo la menciona una vez, cuando cita un proverbio según el cual Eupraxia es hija de otras dos personificaciones, Peitarquia y Soter.